# 御掟
御掟（おんおきて）は、文禄4年（1595年）8月3日に太閤豊臣秀吉が、全国の諸大名や一般に課した法令。国政の基本方針。遵守事項などを壁に張出す壁書という形式であったので、大坂城中壁書（おおさかじょうちゅうかべがき）とも言う。御掟（5ヶ条）と御掟追加（9ヶ条）の2つが同時に出された。

## 背景
文禄4年7月、秀吉は、突如、甥である2代関白豊臣秀次に謀反の嫌疑があるとして高野山蟄居を命じた。その後、秀次は切腹し、秀吉は秀次の眷属を尽く誅殺した。この事件では、大名間で結ばれた婚姻関係から徒党を成して謀反の準備をしていたのではないかとの疑いがもたれ、親交があったり、姻戚にあった大名家まで連座しようとして徳川家康の取りなしで事なきを得たが、秀吉は諸大名29名に秀頼への忠誠を血判で誓わせると、事件後の動揺を沈め、諸大名の統制を強めるために、大名間で許可無く婚姻を結ぶことを禁止し、誓紙を交わして同盟することを禁じるなど、5つの掟を定め、さらに公家や百姓にまで関わる一般的な統制のための9つの掟を追加して発布した。
また、これらは豊臣家の重鎮家臣である大老（年寄衆）の小早川隆景・毛利輝元・前田利家・宇喜多秀家・徳川家康の5名（連署順）の連署とされており 、彼らの名前で発せられたので、豊臣政権において、秀頼が成人するまでの間、武家関白制に代わって、有力大名の年寄衆の合議制が国政を預かることを示した、最初の事例であるともされる。この5人の年寄衆は、隆景が亡くなったのちには上杉景勝に代わり、五大老と呼ばれるようになった。ただし、景勝については秀次事件発生時には領国の越後におり、事件の知らせを受けて上洛して伏見に入ったのが8月4日であるため、御掟に作成時点では年寄衆として連署出来ずに事後承諾であったとする説もある（御掟中の「乗物御赦免之衆」に景勝が含まれているのに年寄衆でなかったとするのは矛盾があるためである）。なお、作成日とされる8月3日は豊臣秀頼の満2歳の生誕の日にあたり、この日付で御掟が作成・発令することは予め決まっていたと考えられている。
御掟は豊臣政権の基本法としての性格を持っていたが、慶長3年（1598年）に秀吉が亡くなると、五大老や五奉行みずからの手によって破られることになる。
合議制では大名間で決まり事を守らせる権威が不足していたため、むしろ頻繁に誓紙（誓書）が出されるようになった。輝元は浅野長政以外の五奉行と誓詞を交わしているし、利家や家康も度々五奉行全員や個別に有力大名と誓紙を交わしている。誓紙の取り扱いを規制する条項は形骸化した。
しかし家康が（秀頼および五大老全ての許可無く）六男松平忠輝と伊達政宗の長女五郎八姫との婚約、養女満天姫（松平康元の娘）と福島正則の嫡男正之との婚約、養女万姫（小笠原秀政の娘）と蜂須賀家政の嫡男豊雄（至鎮）との婚約を、それぞれ密かにまとめて、私婚を結んで主要大名や武断派と結託していたことは、御掟を破る明白な反逆行為として大きな問題となった。大坂の利家や五奉行は糾問使を（家康のいた）伏見城へ送ったが、家康は讒訴であると弁明し、武断派諸将が集結したことで、一触即発の事態を回避すべくこの一件は不問に処された。しかし結局のところ、これが豊臣家を分裂させる内乱、関ヶ原の戦いへと発展することになる。

一方で、家康は天下を取ると、3条をしたためて、「貞永式目」「建武式目」から御掟までを含めた古来よりの諸法令を遵守させるつもりであるという立場を表明し、武家諸法度などには御掟と全く同じ内容を取り入れ、幕府の許可無く大名が結婚することは禁じた。

## 内容

### 御掟
御掟の5ヶ条は主に諸大名を対象にしている。特に最初の2条が秀次失脚の際に取り沙汰された内容に関係している。

#### 解説
- 1条は、諸大名は上様（秀吉を指す）の許可無く結婚してはならない。
- 2条は、大名小名に関わらず誓紙を交わすことを固く禁じる。これは同盟や（秀吉・秀頼以外への）忠誠、謀反の盟約などを防止するものである。
- 3条は、喧嘩口論の際には我慢した側に道理がある。
- 4条は、不誠実な申し立て（讒言）をする者があった場合は、双方を呼び寄せて、必ず究明するべきである[注釈 6]。
- 5条は、乗物（輿のこと）を年寄衆[注釈 7]。と一部の公家、長老、特別に許された者に限り、若年者は大名といえども騎馬とした。このため当時まだ若かった宇喜多秀家は大老として署名しているが、除外されている。また年寄衆として、ここでは大老として署名していない上杉景勝が加えられている（前述の通り、8月3日時点では景勝は伏見に到着していない）。乗り物使用の例外として、50歳以上の老年者、1里[注釈 8]以上の遠路の移動の場合、病人の搬送には、駕籠を用いて良いとした。この条は、武家の家格による大名統制を示したものとされる。

### 御掟追加
9ヶ条からなった。

#### 解説
- 1条は公家の奉公。
- 2条は神職仏僧に対する修学修道の訓示。
- 3条については豊臣政権下の年貢は二公一民制であると誤解されることがあるが、これは年貢納入をめぐる紛争の解決策として用意された規定（損免規定）であり、年貢免率決定権は個々の領主（給人）が握っていた[19]ので、年貢率について述べたものではない。
- 4条では、大名でない者は、本妻以外に1人は召使いを雇い置いてよいが、持家以外の別宅を持つことを禁じ、大名についても、妾の人数を1人か2人に制限している。
- 5条は知行分の奉仕の義務。
- 6条は直訴の方法と、年寄衆だけがその窓口になるということを定めている。
- 7条では、許しがない限り、天皇家の菊紋、豊臣家の桐紋は、私用してはならない。拝領した服は例外的に着て良いが、他の衣装に御紋を用いてはならない。
- 8条は酒の戒め。
- 9条では、覆面で顔を隠して身分を偽って移動することを禁止している。